# Novaja Ladoga
Novaja Ladoga (rusky Новая Ладога, doslova Nová Ladoga) je město v Leningradské oblasti v Ruské federaci. Při sčítání lidu v roce 2010 měla bezmála devět tisíc obyvatel.

## Poloha
Novaja Ladoga leží na levém břehu řeky Volchov u jejího ústí do Ladožského jezera a zároveň také na Ladožském kanále, který spojoval řeky Něvu a Svir a umožňoval lodím vyhnout se plavbě po otevřené vodní ploše Ladožského jezera. Od Petrohradu, správního střediska oblasti, je Novaja Ladoga vzdálena přibližně 140 kilometrů východně. Nejbližší města v okolí jsou Volchov jižně proti proudu Volchova a Sjasstroj východně podél břehu Ladožského jezera; obě vzdálena přibližně dvacet kilometrů.

## Dějiny
Na místě města stál už od 15. století mužský pravoslavný klášter. V roce 1702, v průběhu Severní války, jej nechal car Petr I. Veliký přestavět na pevnost. Začala zde i výstavba loděnice a po jejím dokončení v roce 1704 dostala Novaja Ladoga městská práva a byla sem přesídlena značná část obyvatelstva z obce Staraja Ladoga.
Další rozvoj města souvisel s výstavbou Ladožského kanálu. Naopak koncem 19. století po postavení železnice, která vede přes jižněji ležící Volchov, začal význam Nové Ladogy upadat.
Krátkodobě se stala Novaja Ladoga významnou během druhé světové války, kdy odtud byl přes Ladožské jezero zásobován obležený Leningrad.